# Dominik Sauerteig
Dominik Sauerteig (* 29. Juni 1986 in Coburg) ist ein deutscher Kommunalpolitiker (SPD). Seit Mai 2020 ist er Oberbürgermeister der kreisfreien Stadt Coburg.

## Leben
Dominik Sauerteig entstammt einer Arbeiterfamilie und wuchs im Coburger Norden auf. Nach dem Abitur am Ernestinum in Coburg nahm er an der Rechts- und Wirtschaftswissenschaftlichen Fakultät der Universität Bayreuth ein Studium auf, das er 2010 mit einem Zusatzabschluss als Wirtschaftsjurist abschloss. Im Referendariat absolvierte er berufsbegleitend einen Fachanwaltslehrgang auf dem Gebiet des Arbeitsrechts. Im Dezember 2012 erhielt Sauerteig seine Zulassung als Rechtsanwalt. Neben seiner hauptberuflichen Tätigkeit als Jurist im gewerkschaftlichen Arbeits-, Sozial- und Beamtenrechtsschutz betreibt er eine eigene Kanzlei. Seine Anwaltszulassung ruht aufgrund seiner Wahl zum Oberbürgermeister seit Mai 2020.
Seit 2014 ist Dominik Sauerteig Vorsitzender des gemeinnützigen Vereins Hartz und Herzlich e. V., der in Coburg ein Sozialkaufhaus betreibt. Daneben ist Sauerteig Mitinitiator des Bürgerbegehrens Rettet den Rosengarten, das den Rosengarten Coburg als öffentliche Grünfläche erhalten möchte.
Sauerteig ist seit seiner Schulzeit Mitglied der Schülerverbindung Ernestina Coburg, der er heute als Alter Herr angehört.
Im Juli 2024 gab er die Geburt einer Tochter bekannt.

## Politik
Bei den Kommunalwahlen in Bayern 2014 wurde Dominik Sauerteig als SPD-Kandidat erstmals in den Coburger Stadtrat gewählt. Im November 2019 nominierte ihn seine Partei nach einer Kampfabstimmung gegen den amtierenden Dritten Bürgermeister, Thomas Nowak, als Kandidaten für die Oberbürgermeisterwahl 2020.
Im ersten Durchgang der OB-Wahlen am 15. März 2020 erreichte Sauerteig 27,9 Prozent der Stimmen, sein stärkster Konkurrent Christian Meyer (CSU) erhielt 26,8 Prozent. Am 29. März 2020 kam es zu einer Stichwahl zwischen den beiden, die Sauerteig mit 57 Prozent der Stimmen gewann. Die Wahlbeteiligung lag bei 60,5 Prozent. Sauerteig löste damit Norbert Tessmer (ebenfalls SPD), der zur Wahl nicht wieder angetreten war, als Oberbürgermeister von Coburg ab.